# Eliminare (farmacologie)
Eliminarea este etapa farmacocinetică în care substanțele active medicamentoase și metaboliții acestora sunt îndepărtate din organism. Formează alături de metabolizare, etapa de „epurare” a medicamentului din organism.

## Căi de eliminare
- Renală  cale pentru substanțele hidrosolubile
- Digestivă substanțele neabsorbabile
- Respiratorie pentru susbstanțele volatile
- Cutanată substanțele volatile și lipofile
- Secreții: lacrimi, salivă, secreție biliară